# Sven Montgomery
Sven Montgomery (Detmold, Rin del Nord-Westfàlia, 10 de maig de 1976), va ser un ciclista suís, professional entre 1998 i 2006.

## Palmarès
- 1998
  - 1r a la Martigny-Mauvoisin
- 2001
  - Vencedor d'una etapa del Gran Premi del Midi Libre

### Resultats al Tour de França
- 2000. Abandona (11a etapa)
- 2001. Abandona (16a etapa)
- 2003. Abandona (8a etapa)
- 2004. Abandona (7a etapa)

### Resultats al Giro d'Itàlia
- 2004. No surt (14a etapa)
- 2005. 59è de la classificació general

### Resultats a la Volta a Espanya
- 2005. 87è de la classificació general
- 2006. Abandona (12a etapa)